# Le Marabout
Le Marabout est un journal satirique mensuel édité au Burkina Faso et publié de 2001 à 2002 dans neuf pays d'Afrique francophone.

## Historique
Le Marabout voit le jour en 2001 par des journalistes d'une quinzaine de nationalités, notamment Damien Glez et l'équipe du Journal du jeudi, l'hebdomadaire satirique burkinabé. Le Marabout a lui une vocation panafricaine, puisqu'il est diffusé dans neuf pays d'Afrique francophone (Bénin, Burkina Faso, Cameroun, Côte d'Ivoire, Gabon, Mali, Niger, Sénégal et Togo), tout en étant basé au Burkina Faso, à la différence de son confrère panafricain Le Gri-Gri international, dont la rédaction est située à Paris.
Le journal disparaît en 2002 à la suite de difficultés financières : selon son rédacteur en chef Damien Glez, les distributeurs étrangers ne reversent pas l'argent dû au Marabout, limitant largement ses recettes.